# Coupe du monde de course en montagne 2024
Navigation
2023 2025
La Coupe du monde de course en montagne 2024 est la vingt-cinquième édition de la Coupe du monde de course en montagne, compétition internationale de courses en montagne organisée par l'association mondiale de course en montagne.

## Règlement
Les courses sont réparties en trois formats distincts :
- Vertical : distance d'environ 3 à 10 km avec un dénivelé positif compris entre 500 et 1 250 m (150 à 250 m/km)
- Classique : distance d'environ 9 à 21 km, dénivelé positif et négatif entre 100 et 150 m/km
- Long : distance d'environ 22 à 45 km, dénivelé positif et négatif entre 80 et 120 m/km

Le calcul des points est identique dans les catégories féminines et masculines. En plus du classement général, un classement par format est effectué. Le score final de chaque catégorie cumule les 3 meilleures performances de la saison et celui général, les 9 meilleures performances toutes catégories confondues.
Un bonus de 5 points est accordé aux participants de chaque course de la finale, à Chiavenna. Les athlètes doivent terminer dans les points (18 premières places) afin de recevoir le bonus.
| Classement                   | 1er | 2e | 3e | 4e | 5e | 6e | 7e | 8e | 9e | 10e | 11e | 12e | 13e | 14e | 15e | 16e | 17e | 18e |
| ---------------------------- | --- | -- | -- | -- | -- | -- | -- | -- | -- | --- | --- | --- | --- | --- | --- | --- | --- | --- |
| Points pour les courses Gold | 50  | 42 | 35 | 30 | 26 | 23 | 20 | 18 | 16 | 14  | 12  | 10  | 8   | 6   | 4   | 3   | 2   | 1   |

## Programme
Le calendrier se compose de douze courses principales labellisées « Gold », réparties sur dix événements comprenant cinq courses classiques, trois courses verticales et quatre courses longues. Une finale commune pour les catégories verticales et longues a lieu à Chiavenna avec le kilomètre vertical Chiavenna-Lagùnc et le Val Bregaglia Trail. Initialement agendée au calendrier le 22 septembre comme épreuve longue, la Sky Gran Canaria est retirée du calendrier début mai sur décision de la commission des athlètes.
Cette année, aucune course « Silver » n'est au calendrier.
| Nom de la course                    | Distance | Dénivelé            | Pays       | Date               | Type      |
| ----------------------------------- | -------- | ------------------- | ---------- | ------------------ | --------- |
| Broken Arrow VK                     | 4,8 km   | +914 m              | États-Unis | 21 juin 2024       | vertical  |
| Broken Arrow Skyrace                | 21,75 km | +1 433 m            | États-Unis | 23 juin 2024       | long      |
| Course de montagne du Grossglockner | 13,3 km  | +1 300 m            | Autriche   | 7 juillet 2024     | classique |
| Montemuro Vertical Run              | 10,2 km  | +1 090 m            | Portugal   | 14 juillet 2024    | classique |
| Montée du Nid d'Aigle               | 20 km    | +1 850 m / -650 m   | France     | 20 juillet 2024    | classique |
| Giir di Mont                        | 32 km    | +/-2 400 m          | Italie     | 28 juillet 2024    | long      |
| Sierre-Zinal                        | 31 km    | +2 200 m / -1 100 m | Suisse     | 10 août 2024       | long      |
| Vertical Nasego                     | 4,2 km   | +1 000 m            | Italie     | 31 août 2024       | vertical  |
| Trophée Nasego                      | 20,6 km  | +1 336 m / -1 039 m | Italie     | 1er septembre 2024 | classique |
| Course de Šmarna Gora               | 10 km    | +710 m / -350 m     | Slovénie   | 5 octobre 2024     | classique |
| Kilomètre vertical Chiavenna-Lagùnc | 3,3 km   | +1 000 m            | Italie     | 12 octobre 2024    | vertical  |
| Val Bregaglia Trail                 | 23 km    | +900 m / -1 000 m   | Italie     | 13 octobre 2024    | long      |

## Résultats

### Résultats détaillés Vertical

#### Hommes
L'ultra-traileur Jim Walmsley prend le premier les commandes du Broken Arrow Vertical Kilometer, suivi de près par un groupe de poursuivants. Le Kényan Patrick Kipngeno ne se laisse pas impressionner et démontre son talent dans la montée pour s'emparer de la tête et filer vers la victoire en 36 min 21 s. Jim Walmsley poursuit sur un rythme soutenu et termine deuxième avec une minute et demi de retard sur le Kényan. Son compatriote Meikael Beaudoin-Rousseau complète le podium.
Le Kényan Josphat Kiprotich mène le premier le Vertical Nasego suivi par ses compatriotes Patrick Kipngeno et Paul Machoka. L'Italien Henri Aymonod parvient à suivre le rythme des Kényans et hausse le rythme en fin de course pour se hisser sur la troisième marche du podium. Devant lui, Patrick Kipngeno parvient à doubler Josphat Kiprotich pour remporter la victoire.
Le kilomètre vertical Chiavenna-Lagùnc accueille les championnats d'Italie de kilomètre vertical. Les spécialistes de la discipline Andrea Elia et Henri Aymonod font étalage de leur talent en tête de course. Andrea Elia parvient à s'imposer pour seulement sept secondes d'avance sur son compatriote et remporte son deuxième titre national. Le podium est complété par Patrick Kipngeno qui remporte le classement de la catégorie en Coupe du monde,.
| Course                              | Vainqueur        | Deuxième          | Troisième                 |
| ----------------------------------- | ---------------- | ----------------- | ------------------------- |
| Broken Arrow VK                     | Patrick Kipngeno | Jim Walmsley      | Meikael Beaudoin-Rousseau |
| Vertical Nasego                     | Patrick Kipngeno | Josphat Kiprotich | Henri Aymonod             |
| Kilomètre vertical Chiavenna-Lagùnc | Andrea Elia      | Henri Aymonod     | Patrick Kipngeno          |

#### Femmes
L'Américaine Allie McLaughlin mène la première le Broken Arrow Vertical Kilometer mais se voit ensuite talonner par sa compatriote Anna Gibson et la Kényane Joyce Muthoni Njeru. Cette dernière parvient à faire la différence et s'impose aisément en 45 min 39 s avec deux minutes d'avance sur ses rivales. La deuxième place fait l'objet d'une lutte serrée entre Allie McLaughlin et Anna Gibson, finalement à l'avantage de cette dernière pour quinze secondes.
Philaries Kisang s'empare la première des commandes du Vertical Nasego. Elle est suivie de près par un groupe de poursuivantes composé d'Andrea Mayr, Scout Adkin et Susanna Saapunki. À mi-parcours, Andrea Mayr fait parler son expérience et lance son attaque pour s'emparer de la tête et filer vers la victoire, sa cinquième sur l'épreuve. Philaries Kisang parvient à conserver la deuxième place pour dix secondes devant Susanna Saapunki.
La Suissesse Paola Stampanoni prend la première les commandes du kilomètre vertical Chiavenna-Lagùnc. À mi-parcours, la Britannique Scout Adkin lance son attaque et file en tête pour remporter la victoire. Philaries Kisang lui emboîte le pas pour terminer deuxième devant Paola Stampanoni. Meilleure Italienne en huitième position, Vivien Bonzi remporte le titre de championne d'Italie de kilomètre vertical. Ayant participé aux trois épreuves, Joyce Muthoni Njeru remporte le classement Vertical,.
| Course                              | Vainqueur           | Deuxième                | Troisième        |
| ----------------------------------- | ------------------- | ----------------------- | ---------------- |
| Broken Arrow VK                     | Joyce Muthoni Njeru | Anna Gibson             | Allie McLaughlin |
| Vertical Nasego                     | Andrea Mayr         | Philaries Jeruto Kisang | Susanna Saapunki |
| Kilomètre vertical Chiavenna-Lagùnc | Scout Adkin         | Philaries Jeruto Kisang | Paola Stampanoni |

### Résultats détaillés Long

#### Hommes
Fort de sa victoire sur le kilomètre vertical, Patrick Kipngeno s'élance en tant que favori sur la Broken Arrow Skyrace. Il mène la course, suivi par le vainqueur de l'année précédente, Eli Hemming. Le Kényan Philemon Ombogo Kiriago suit le duel à distance, seul en troisième position. Patrick Kipngeno creuse l'écart en tête et s'offre la victoire. Eli Hemming assure la deuxième place et Philemon Ombogo Kiriago la troisième.
Le Kényan Michael Saoli mène le premier le Giir di Mont sur un rythme soutenu. Pointant en avance sur le temps de référence de Petro Mamu, il finit par lever le pied dans la deuxième descente, permettant à l'Italien Daniel Pattis de le rattraper. Les deux hommes se retrouvent alors au coude-à-coude en fin de course mais Michael Saoli met à profit ses talents de coureur sur route pour s'imposer avec seulement sept secondes d'avance. L'Espagnol Antonio Martínez Pérez effectue quant à lui une course tactique pour remonter de la septième à la troisième place.
Grand favori de Sierre-Zinal, Kílian Jornet ne déçoit pas et mène la course dès les débuts. Il est suivi par les coureurs kényans de l'équipe run2gether. En retrait par rapport à ses coéquipiers, Philemon Kiriago lance son attaque à mi-parcours et parvient à revenir sur les talons de l'Espagnol. Les deux hommes se livrent un duel serré en fin de course et la victoire se joue au sprint final à l'avantage de Kílian Jornet qui s'offre sa dixième victoire et établit un nouveau record du parcours en 2 h 25 min 34 s. Patrick Kipngeno effectue une solide course pour compléter le podium.
Josphat Kiprotich prend le premier les commandes du Val Bregaglia Trail, suivi de près par ses compatriotes Paul Machoka et Richard Omaya Atuya ainsi que par le Français Théodore Klein. Paul Machoka passe en tête au kilomètre 3, puis à mi-parcours, Patrick Kipngeno lance son attaque et revient sur le groupe de tête. Il parvient à s'emparer des commandes et file vers la victoire. Paul Machoka termine deuxième et Théodore Klein parvient à terminer sur la troisième marche du podium. Grâce à ses deux victoires, Patrick Kipngeno remporte le classement Long. Il remporte de plus le classement général grâce à ses cinq victoires dans les trois catégories confondues.
| Course               | Vainqueur            | Deuxième                | Troisième               |
| -------------------- | -------------------- | ----------------------- | ----------------------- |
| Broken Arrow Skyrace | Patrick Kipngeno     | Eli Hemming             | Philemon Ombogo Kiriago |
| Giir di Mont         | Michael Selelo Saoli | Daniel Pattis           | Antonio Martínez Pérez  |
| Sierre-Zinal         | Kílian Jornet        | Philemon Ombogo Kiriago | Patrick Kipngeno        |
| Val Bregaglia Trail  | Patrick Kipngeno     | Paul Machoka            | Théodore Klein          |

#### Femmes
Joyce Muthoni Njeru mène la première la Broken Arrow Skyrace. Elle creuse rapidement l'écart avec sa plus proche poursuivante, Tabor Hemming. Derrière, Allie McLaughlin mène un groupe de poursuivantes. La Kényane poursuit sa course en solitaire pour remporter la victoire. Jade Belzberg effectue une grosse remontée et parvient à doubler Allie McLaughlin puis accélère dans la descente finale pour doubler Tabor Hemming et s'offre la deuxième marche du podium. Tabor Hemming se classe finalement troisième.
La Roumaine Mădălina Amariei mène le Giir di Mont du début et la fin et s'impose avec une minute d'avance sur l'Espagnole Ikram Rharsalla. La Britannique Sara Willhoit complète le podium en terminant avec dix minutes de retard sur la Roumaine.
Inconnue sur la scène du trail, la Kényane Joyline Chepngeno crée la surprise en s'emparant de la tête de course de Sierre-Zinal dès les débuts. Revenue à la compétition après avoir perdu 30 kg, elle domine sa toute première course de trail et remporte aisément la victoire avec huit minutes d'avance sur ses concurrentes. La Britannique Scout Adkin réalise également une excellente course pour sa première participation à Sierre-Zinal et s'offre la deuxième place devant la Roumaine Mădălina Florea qui complète le podium.
Philaries Kisang mène la première le Val Bregaglia Trail. Elle est suivie de près par Scout Adkin et Joyce Muthoni Njeru. Cette dernière passe en tête à mi-parcours et dicte le rythme. Elle remporte la victoire devant Philaries Kisang et Scout Adkin. Joyce Muthoni Njeru remporte le classement Long mais Scout Adkin remporte le classement général pour un point d'avance sur la Kényane.
| Course               | Vainqueur              | Deuxième                | Troisième       |
| -------------------- | ---------------------- | ----------------------- | --------------- |
| Broken Arrow Skyrace | Joyce Muthoni Njeru    | Jade Belzberg           | Tabor Hemming   |
| Giir di Mont         | Ioana Mădălina Amariei | Ikram Rharsalla Laktab  | Sara Willhoit   |
| Sierre-Zinal         | Joyline Chepngeno      | Scout Adkin             | Mădălina Florea |
| Val Bregaglia Trail  | Joyce Muthoni Njeru    | Philaries Jeruto Kisang | Scout Adkin     |

### Résultats détaillés Classique

#### Hommes
La course de montagne du Grossglockner voit un départ serré avec un peloton en tête. Les Kényans de l'équipe run2gether dictent ensuite le rythme avec Richard Omaya Atuya en tête. Ce dernier mène la course de bout en bout pour s'offrir la victoire. Ses coéquipiers Josphat Kiprotich et Michael Selelo Saoli complètent le podium.
Arrivé à deux heures du matin le jour de la course en raison d'annulations de vols, l'Allemand Lukas Ehrle ne se laisse pas démotiver et mène d'emblée la Montemuro Vertical Run. Il emmène dans son sillage le Kényan Philemon Kiriago puis finit par se détacher seul en tête pour s'offrir la victoire. Philemon Kiriago assure la deuxième place. Derrière lui, un groupe de poursuivants italiens se dispute la troisième place, finalement à l'avantage d'Andrea Elia.
La montée du Nid d'Aigle se déroule à nouveau sur le parcours de remplacement de 2023, les travaux du tramway n'étant pas encore terminés. En l'absence du favori Patrick Kipngeno, ce sont ses coéquipiers kényans de l'équipe run2gether qui s'emparent des commandes de la course accompagnés par Sylvain Cachard. Richard Omaya Atuya se détache seul en tête pour s'offrir la victoire. Stephen Kiprotich s'assure de la deuxième place. La troisième marche du podium est plus disputée mais est finalement pour Michael Selelo Saoli. Sylvain Cachard termine au pied du podium après une lutte avec Philemon Ombogo Kiriago.
Le Trophée Nasego est dominé par les coureurs kényans qui s'échangent la tête de course à plusieurs reprises. Patrick Kipngeno, Josphat Kiprotich et Philemon Kiriago ne parviennent pas à se départager avant la mi-parcours. Patrick Kipngeno tire avantage de la montée au refuge Nasego pour distancer ses compatriotes et filer vers la victoire. Philemon Kiriago parvient à sécuriser la deuxième place tandis que Paul Machoka effectue une solide fin de course pour s'emparer de la troisième place.
La course de Šmarna Gora est dominée par les coureurs kényans. Richard Omaya Atuya mène le premier la course mais se fait doubler par Josphat Kiprotich après la première montée. Richard Omaya Atuya ne se laisse pas impressionner et accélère dans les derniers kilomètres pour doubler Josphat Kiprotich. Il s'impose en 41 min 30 s et établit un nouveau record du parcours. Paul Machoka effectue une fin de course très rapide pour doubler Josphat Kiprotich et terminer deuxième. Michael Selelo Saoli parvient également à doubler Josphat Kiprotich pour terminer sur la troisième marche du podium.
Grâce à ses trois victoires, Richard Omaya Atuya remporte le classement Classique.
| Course                              | Vainqueur           | Deuxième          | Troisième            |
| ----------------------------------- | ------------------- | ----------------- | -------------------- |
| Course de montagne du Grossglockner | Richard Omaya Atuya | Josphat Kiprotich | Michael Selelo Saoli |
| Montemuro Vertical Run              | Lukas Ehrle         | Philemon Kiriago  | Andrea Elia          |
| Montée du Nid d'Aigle               | Richard Omaya Atuya | Josphat Kiprotich | Michael Selelo Saoli |
| Trophée Nasego                      | Patrick Kipngeno    | Philemon Kiriago  | Paul Machoka         |
| Course de Šmarna Gora               | Richard Omaya Atuya | Paul Machoka      | Michael Selelo Saoli |

#### Femmes
Tenante du titre, la Kényane Philaries Kisang mène les débats sur la course de montagne du Grossglockner, suivie de près par sa compatriote Gloria Chebet. À mi-parcours, l'Allemande Nina Engelhard lance son attaque et double ses adversaires pour s'emparer de la tête de course. Poursuivant sur un rythme soutenu, elle s'impose en 1 h 22 min 9 s avec près d'une minute et demi d'avance sur ses rivales. Philaries Kisang et Gloria Chebet complètent le podium.
Grande favorite sur la Montemuro Vertical Run, la Britannique Scout Adkin s'empare des commandes de la course dès le départ. Elle est suivie dans un premier temps par Joyce Muthoni Njeru et Susanna Saapunki. Scout Adkin maintient son avance en tête pour s'offrir la victoire. Les Kényanes de l'équipe run2gether effectuent une solide remontée pour s'offrir les deux autres marches du podium, Gloria Chebet devant Philaries Kisang.
En l'absence de la tenante du titre Joyce Muthoni Njeru, forfaite de dernière minute, c'est Philaries Kisang qui mène la première la montée du Nid d'Aigle. Elle est talonnée par la Britannique Scout Adkin. Cette dernière parvient à passer en tête puis creuse l'écart pour s'offrir la victoire. Philaries Kisang se fait ensuite doubler par sa compatriote Gloria Chebet et doit se contenter de la troisième place.
Les coureuses kényanes Philaries Kisang, Joyce Muthoni Njeru et Gloria Chebet mènent la première partie du Trophée Nasego. Elles sont suivies de près par l'Autrichienne Andrea Mayr. Lors de la montée sur le refuge Nasego, l'Autrichienne fait parler ses talents de grimpeuse pour s'emparer de la tête de course. Joyce Muthoni Njeru ne se laisse par impressionner et profite de la descente finale pour prendre la tête et filer vers la victoire. La Finlandaise Susanna Saapunki effectue une solide fin de course pour terminer sur la troisième marche du podium.
Scout Adkin prend la première les commandes de la course de Šmarna Gora. Joyce Muthoni Njeru lance son attaque après la première montée et double la Britannique pour filer seule en tête et remporter la victoire. Scout Adkin assure la deuxième place devant Philaries Kisang.
Grâce à ses trois podiums, Scout Adkin remporte le classement Classique.
| Course                              | Vainqueur           | Deuxième                | Troisième        |
| ----------------------------------- | ------------------- | ----------------------- | ---------------- |
| Course de montagne du Grossglockner | Nina Engelhard      | Philaries Jeruto Kisang | Gloria Chebet    |
| Montemuro Vertical Run              | Scout Adkin         | Gloria Chebet           | Philaries Kisang |
| Montée du Nid d'Aigle               | Scout Adkin         | Gloria Chebet           | Philaries Kisang |
| Trophée Nasego                      | Joyce Muthoni Njeru | Andrea Mayr             | Susanna Saapunki |
| Course de Šmarna Gora               | Joyce Muthoni Njeru | Scout Adkin             | Philaries Kisang |

## Classements

### Général

#### Hommes
| Rang          | Nom                     | Course 1 | Course 2 | Course 3 | Course 4 | Course 5 | Course 6 | Course 7 | Course 8 | Course 9 | Course 10 | Course 11 | Course 12 | Points |
| ------------- | ----------------------- | -------- | -------- | -------- | -------- | -------- | -------- | -------- | -------- | -------- | --------- | --------- | --------- | ------ |
| Médaille d'or | Patrick Kipngeno        | 50       | 50       |          |          |          |          | 35       | 50       | 50       |           | 40        | 55        | 330    |
| 2             | Josphat Kiprotich       |          |          | 42       |          | 42       |          | 30       | 42       | 30       | 30        |           | 35        | 251    |
| 3             | Philemon Ombogo Kiriago | 20       | 35       |          | 42       | 26       |          | 42       | 20       | 42       |           | 15        | 21        | 248    |
| 4             | Paul Machoka            |          |          | 30       |          |          |          | 23       | 16       | 35       | 42        | 31        | 47        | 224    |
| 5             | Michael Selelo Saoli    |          |          | 35       |          | 35       | 50       |          | 10       | 18       | 35        | 8         | 28        | 219    |
| 6             | Richard Omaya Atuya     |          |          | 50       |          | 50       |          | 1        |          |          | 50        | 28        | 0         | 179    |

#### Femmes
| Rang          | Nom                 | Course 1 | Course 2 | Course 3 | Course 4 | Course 5 | Course 6 | Course 7 | Course 8 | Course 9 | Course 10 | Course 11 | Course 12 | Points |
| ------------- | ------------------- | -------- | -------- | -------- | -------- | -------- | -------- | -------- | -------- | -------- | --------- | --------- | --------- | ------ |
| Médaille d'or | Scout Adkin         |          |          | 30       | 50       | 50       |          | 42       | 30       |          | 42        | 55        | 40        | 339    |
| 2             | Joyce Muthoni Njeru | 50       | 50       | 26       | 26       |          |          | 10       | 26       | 50       | 50        | 31        | 55        | 338    |
| 3             | Philaries Kisang    |          |          | 42       | 35       | 35       |          | 30       | 42       | 23       | 35        | 47        | 47        | 313    |
| 4             | Susanna Saapunki    |          |          | 23       | 30       |          |          | 0        | 35       | 35       | 30        | 35        | 31        | 219    |
| 5             | Gloria Chebet       |          |          | 35       | 42       | 42       |          |          | 20       | 16       |           |           |           | 155    |
| 6             | Sara Willhoit       |          |          |          |          |          | 35       |          | 18       | 14       |           | 25        | 19        | 111    |

### Vertical
| Rang          | Nom              | Course 1 | Course 2 | Course 3 | Points |
| ------------- | ---------------- | -------- | -------- | -------- | ------ |
| Médaille d'or | Patrick Kipngeno | 50       | 50       | 35       | 135    |
| 2             | Henri Aymonod    |          | 35       | 42       | 77     |
| 3             | Andrea Elia      |          | 18       | 50       | 68     |

| Rang          | Nom                     | Course 1 | Course 2 | Course 3 | Points |
| ------------- | ----------------------- | -------- | -------- | -------- | ------ |
| Médaille d'or | Joyce Muthoni Njeru     | 50       | 26       | 26       | 102    |
| 2             | Philaries Jeruto Kisang |          | 42       | 42       | 84     |
| 3             | Scout Adkin             |          | 50       | 80       |        |

### Long
| Rang          | Nom                     | Course 1 | Course 2 | Course 3 | Course 4 | Points |
| ------------- | ----------------------- | -------- | -------- | -------- | -------- | ------ |
| Médaille d'or | Patrick Kipngeno        | 50       |          | 35       | 50       | 135    |
| 2             | Philemon Ombogo Kiriago | 35       |          | 42       | 16       | 93     |
| 3             | Michael Selelo Saoli    |          | 50       |          | 23       | 73     |

| Rang          | Nom                     | Course 1 | Course 2 | Course 3 | Course 4 | Points |
| ------------- | ----------------------- | -------- | -------- | -------- | -------- | ------ |
| Médaille d'or | Joyce Muthoni Njeru     | 50       |          | 10       | 50       | 110    |
| 2             | Scout Adkin             |          |          | 42       | 35       | 77     |
| 3             | Philaries Jeruto Kisang |          |          | 30       | 42       | 72     |

### Classique
| Rang          | Nom                     | Course 1 | Course 2 | Course 3 | Course 4 | Course 5 | Points |
| ------------- | ----------------------- | -------- | -------- | -------- | -------- | -------- | ------ |
| Médaille d'or | Richard Omaya Atuya     | 50       |          | 50       |          | 50       | 150    |
| 2             | Josphat Kiprotich       | 42       |          | 42       | 30       | 30       | 114    |
| 3             | Philemon Ombogo Kiriago |          | 42       | 26       | 42       |          | 110    |

| Rang          | Nom                 | Course 1 | Course 2 | Course 3 | Course 4 | Course 5 | Points |
| ------------- | ------------------- | -------- | -------- | -------- | -------- | -------- | ------ |
| Médaille d'or | Scout Adkin         | 30       | 50       | 50       |          | 42       | 142    |
| 2             | Joyce Muthoni Njeru | 26       | 26       |          | 50       | 50       | 126    |
| 3             | Gloria Chebet       | 35       | 42       | 42       | 16       |          | 119    |